# 위팔뼈
위팔뼈(영어: humerus) 또는 상완골(上腕骨)은 위쪽 팔을 이루는, 어깨에서 팔꿈치까지 이어지는 긴뼈이다.
해부학적으로는, 어깨뼈와 아래쪽 팔 (노뼈 (radius)와 자뼈(ulna)로 구성)을 연결하는 뼈이며, 다음 세 가지 부분으로 이루어져있다.
- 위팔뼈의 위쪽 끝 (upper extremity) - 둥근 머리 (head), 좁은 목 (neck), 그리고 두 개의 돌기, 혹은 거친면 (tuberosity)으로 이루어짐.
- 위팔뼈몸통 (body) - 위쪽 부분은 원통이며, 아래로 내려갈수록 삼각기둥.
- 위팔뼈의 아래쪽 끝 (lower extremity) - 두 개의 위관절융기 (epicondyle), 2개의 돌기 (위팔뼈도르래 (trochlea), 위팔뼈작은머리 (capitulum)), 3개의 오목 (fossa) (노오목 (radial fossa), 갈고리오목 (coronoid fossa), 팔꿈치오목 (olecranon fossa))으로 이루어짐.

## 위팔뼈에 부착된 근육들
- 어깨세모근 (deltoid m.)은 빗장뼈 (쇄골, clavicle)의 가측 1/3 지점, 봉우리 (acromion), 그리고 어깨뼈가시 (spine of scapula)에서 기시하여, 위팔뼈의 세모근거친면 (deltoid tuberosity)에서 정지하며, 어깨의 벌림 (abduction), 폄 (extension), 회전 (rotation) 운동 등의 기능을 한다. 가시위근 (supraspinatus m.) 역시 어깨뼈가시에서 기시하여 위팔뼈의 큰결절 (greater tubercle)에서 정지하며, 역시 어깨의 벌림을 보조한다.

- 큰가슴근 (pectoralis major m.), 큰원근 (teres major m.), 넓은등근 (latissimus dorsi m.)은 위팔뼈의 결절사이고랑 (intertubercular groove)에서 정지한다. 이들은 위팔뼈를 모으거나 (adduct) 내측으로 회전시키는 작용을 한다.

- 가시아래근 (infraspinatus m.)과 작은원근 (teres minor m.)은 큰결절에 정지하며, 위팔뼈를 가측으로 회전시킨다.

- 어깨밑근 (subscapularis m.)은 작은결절에 정지하며 내측으로 위팔뼈를 회전시킨다.

- 가시위근, 가시아래근, 어깨밑근, 작은원근 네 개의 근육은 서로 근육과 인대로 연결되어 회전근띠 (rotator cuff)를 이루며, 이들은 어깨 관절 (shoulder joint, glenohumeral joint)의 자유로운 운동과 안정성을 받쳐준다.

- 위팔두갈래근 (biceps brachii m.), 위팔근 (brachialis m.), 부리위팔근 (coracobrachialis m.), 위팔노근 (brachioradialis m.) (먼쪽에 붙음)은 팔꿈치를 굽히는 작용을 한다. 하지만 위팔두갈래근은 위팔뼈에 붙지 않는다.

- 위팔세갈래근 (triceps brachii m.)과 팔꿈치근 (anconeus m.)은 팔꿈치를 펴는 작용을 하며, 위팔뼈의 뒤쪽에 가서 붙는다.

## 관절
- 근위부에서는, 위팔뼈의 머리가 어깨뼈의 관절와 (glenoid fossa)와 관절한다.

- 원위부에서는, 위팔뼈의 작은머리가 노뼈와, 도르래가 자뼈의 팔꿈치돌기 (olecranon process)와 관절하다.

## 골절
- 상완골 골절은 이 뼈에 금이 가거나 부러지는 상태를 의미하며, 다양한 원인으로 발생할 수 있습니다.

## 신경
가장 흔하게 일어나는 어깨 탈구 타입이 어깨 관절에서 위팔뼈가 앞으로 혹은 아래로 빠지는 것이다. 이러한 부상은 겨드랑신경 (axillary n.)이나 겨드랑동맥 (axillary a.)에 손상을 줄 위험이 있다. 탈구 시에는 어깨의 윤곽이 바뀌고 어깨뼈 봉우리 아래에 움푹 들어가는 곳이 만져진다.
노신경 (radial n.)은 위팔뼈와 가까이 접하고 있다. 위팔뼈의 가운데 쯤에서, 노신경은 뒤쪽에서 앞쪽으로 요골신경고랑 (radial groove)을 타고 옮겨온다. 이 부분에서 위팔뼈 골절이 일어나면 노신경에 손상이 올 수 있다.
위팔뼈의 끝쪽 내측에는 자신경 (ulnar n.)이 노출되어있어 외국에서는 이 부분을 "퍼니 본" (funny bone)이라고도 부르는데, 이는 이 부분에 충격이 가해졌을 경우 찌릿찌릿한 느낌이 팔에 전해오기 때문이다.

## 다른 동물에서
원시 양서류들은 상지와 하지가 구분되어있지 않아, 대체적으로 사지가 매우 짧았다. 현재의 척추동물에서는, 위팔뼈는 거의 인간의 것과 흡사하다. 파충류와 원시적 포유류에는 하지에 신경과 혈관이 지나가는 거대한 구멍이 뚫려있기도 하다.

## 추가 이미지

사람 어깨 관절의 모식도
사람 어깨 관절의 모식도
사람 팔뼈의 모식도
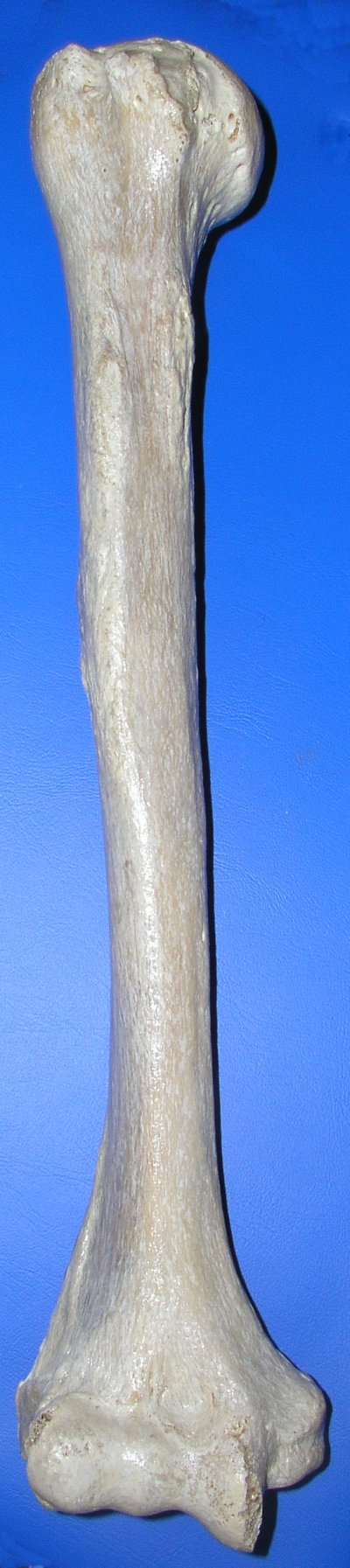
위팔뼈 (오른쪽) - 앞모습
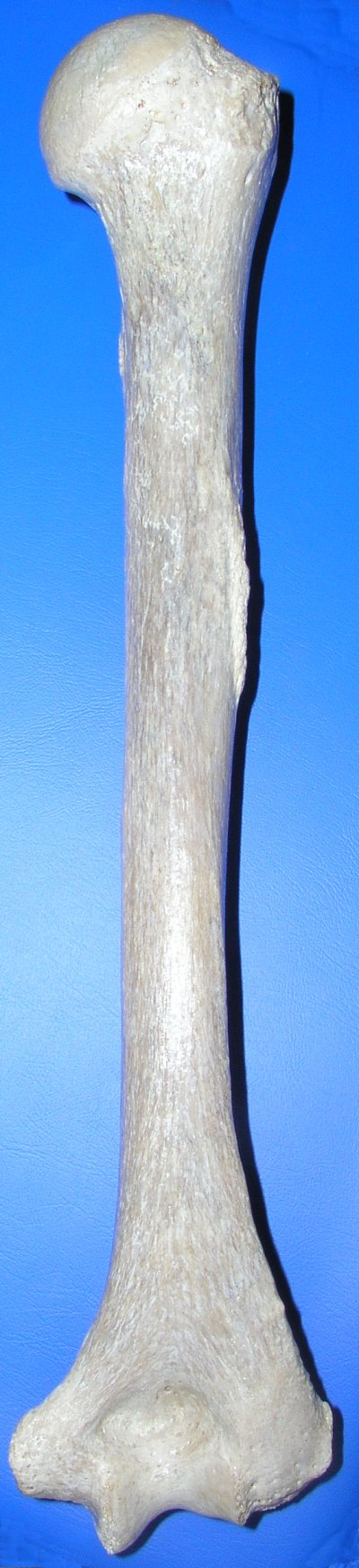
위팔뼈 (오른쪽) - 뒷모습
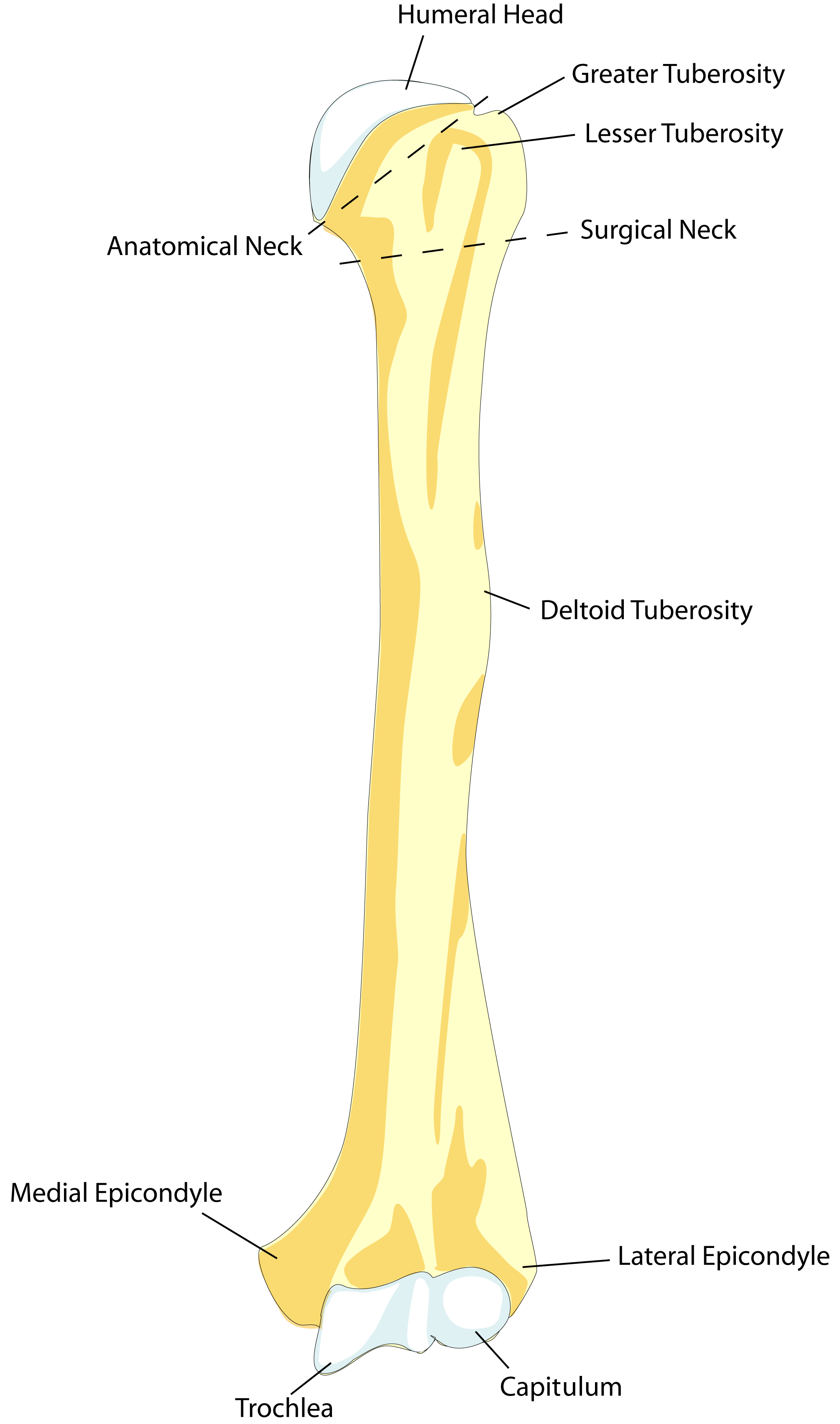
위팔뼈 (왼쪽) - 앞모습
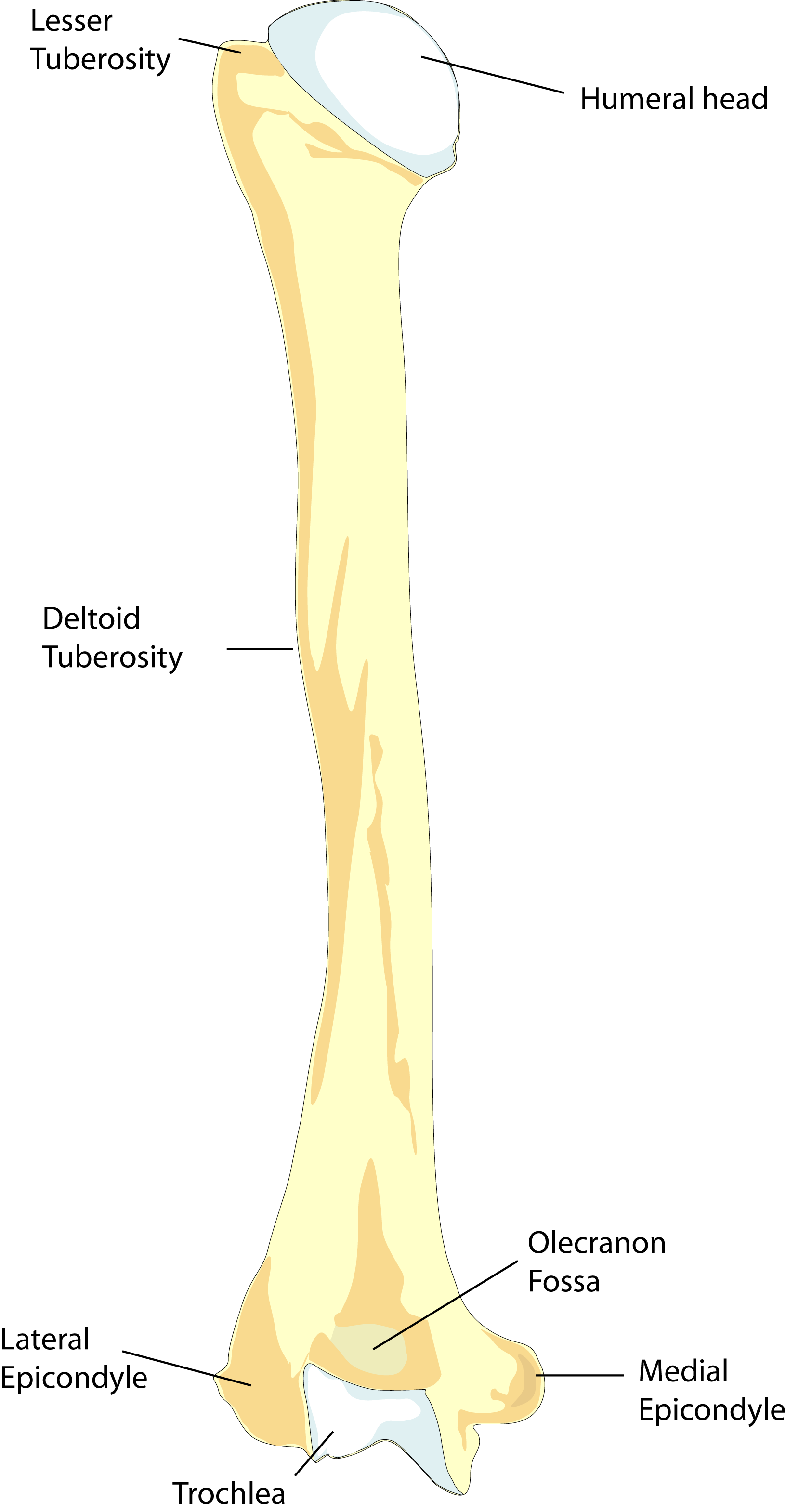
위팔뼈 (왼쪽) - 뒷모습
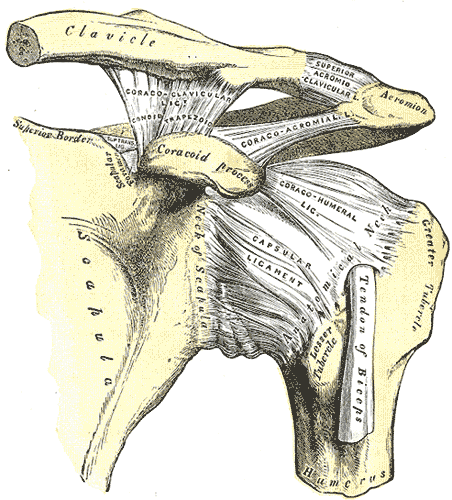
왼쪽 어깨와 봉우리빗장관절 (acromioclavicular jt.), 그리고 어깨뼈의 각종 인대들.
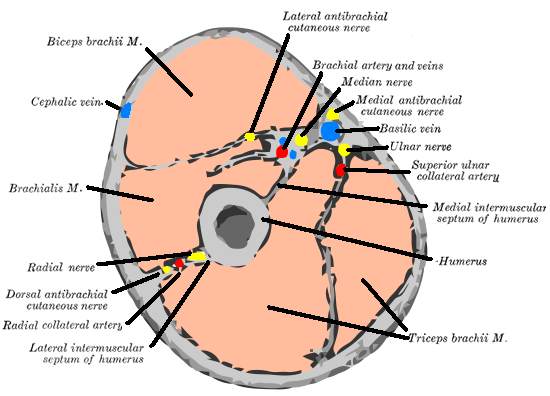
위쪽팔 중앙의 횡단면.
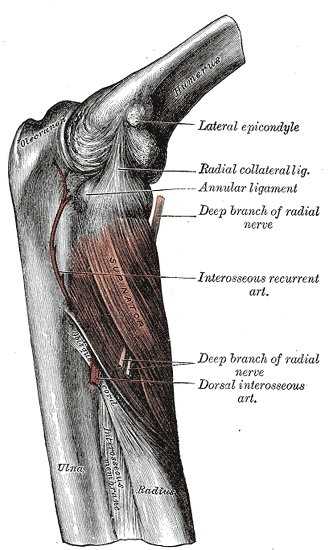
손뒤침근 (supinator m.).

## 같이 보기
- 넙다리뼈
- 노뼈
- 자뼈